# Joeri De Maertelaere
Joeri De Maertelaere (9 februari 1975) is een Belgisch politicus voor N-VA.

## Levensloop
De Maertelaere is advocaat van opleiding. Hij werd in 2001 verkozen tot schepen in Evergem op de lokale lijst PVG. Deze kwam op in kartel met sp.a. In 2008 ging hij aan de slag als  juridisch raadgever van Vlaams minister Geert Bourgeois. Van 2006 tot 2012 was hij eerste schepen in zijn woonplaats Evergem met als bevoegdheden Sport en Onderwijs.
Tijdens de gemeenteraadsverkiezingen van 2012 werd N-VA de grootste partij in Evergem. Men vormde een coalitie met CD&V, de tweede grootste fractie. Joeri De Maertelaere werd burgemeester. Zijn voorganger Erik De Wispelaere nam zijn plaats in als eerste schepen.
Hij heeft een zoon en een dochter. 